# Nodes of Ranvier
Nodes of Ranvier ist eine Metalcore-Band mit christlichen Texten aus Sioux Falls, South Dakota (USA). Sie bestand zwischen 2000 und 2008.

## Bandgeschichte
Nodes of Ranvier wurde im Sommer 2000 von Sänger Thomas Hentges, den beiden Gitarristen Zack Poppinga und Jon Parker, Basser Jon Schuld und Drummer Ryan Knutson gegründet. Im Laufe der Bandgeschichte hatte Nodes of Ranvier insgesamt 18 verschiedene Mitglieder, von denen aber nur eines, das Gründungsmitglied Jon Parker (Gitarre), bis zum Ende der Band geblieben ist. Der Name der Band ist ein Begriff aus der Neurobiologie und wird im Deutschen mit Ranvier-Schnürring übersetzt.
2002 erschien eine Split-CD mit der Band Innocence Broken über das kleine Independentlabel Winter in July. Anschließend unterschrieb die Band bei Facedown Records, wo noch im gleichen Jahr das Debütalbum Lost Senses, More Innocence erschien. Danach stieg Nick Thomas als zweiter Gitarrist ein, der sich jedoch bereits im Juli 2004 auf Spill the Cancvas konzentrierte. Zwischenzeitlich folgte das selbstbetitelte Zweitwerk der Band. Für Thomas ihn kam Jake Sefek von To Drown Her Sorrows. Eine Tour mit The Agony Scene und Becoming the Archetype folgte, danach zerbrach das Line-up erneut.
Trotz aller Probleme erschien 2003 The Years to Come mit Nick Murphy als Sänger und Terry Taylor am Bass. Es folgte eine Tour mit Still Remains und anschließend mit The Warriors. 2007 erschien das letzte Album Defined by Struggle mit Kyle Benecke am Gesang sind Josh Ferrie am Schlagzeug auf Victory Records. Der erhoffte Deal mit dem Metalcore-Marktführer wurde jedoch letztlich zum Fanal der Band. Nach einem kurzen Push über den Sommer 2007 ließ das Label die Band fallen. Am 31. Dezember 2008 fand der letzte Auftritt der Band statt, danach wurde Nodes of Ranvier für unbestimmte Zeit auf Eis gelegt.

## Stil
Nodes of Ranvier spielen Metalcore mit überwiegend christlichen Texten. Die Musik ist im typischen Stil dieser Musikrichtung gehalten und basiert auf dem Riffing und der Durchsetzung mit Breakdowns. Zum Teil werden musikalische Gestaltungsmerkmale des Hardcore Punks, aber auch des Black-, Death- und des Thrash Metals übernommen.

## Diskografie
- 2001: Beauty with Now Words (Eigenproduktion)
- 2002: Split-CD mit Innocence Broken (Winter in July)
- 2002: Lost Senses, More Innocence (Facedown Records)
- 2003: Nodes of Ranvier (Facedown Records)
- 2005: The Years to Come (Facedown Records)
- 2007: Valjean/Purpose in Pain (Single, Victory Records)
- 2007: Defined by Struggle (Victory Records)